# Chinchillinae
Se denomina comúnmente chinchillinos (Chinchillinae) a una subfamilia de roedores caviomorfos que integra la familia de los chinchíllidos. Está compuesta por 2 géneros, ambos con representantes vivientes, los que se distribuyen ampliamente en roqueríos en sierras, quebradas y montañas en toda la franja occidental de Sudamérica y son llamadas chinchillas, chinchillones o vizcachas de la sierra.

## Taxonomía
Descripción original
Esta subfamilia fue descrita originalmente en el año 1922 por el zoólogo inglés Reginald Innes Pocock.
Historia taxonómica y relaciones filogenéticas
La aparición de la subfamilia Chinchillinae ocurrió durante el Mioceno temprano continuando hasta el presente.
Caracterización
Esta subfamilia fue identificada sobre la base de caracteres anatómicos externos y rasgos osteológicos; los miembros posteriores exhiben 4 dedos (los dígitos II a V).
El análisis filogenético indica que la caracterización de esta subfamilia se estructura sobre las siguientes sinapomorfías: presencia de molariformes compuestos por 3 lofos/lófidos —con forma laminar recta o curva—; ausencia de cemento entre las láminas —si se halla, es vestigial—; el incisivo superior está excluido de la fosa masetérica rostral; la longitud de la raíz del incisivo inferior se ubica debajo del m2; el protolofo está restringido al margen labial; las bullas timpánicas están infladas; presencia de bullas mastoideas; el receso epitimpánico es visible en el sector craneal superior; región mastoidea globosa y su parte inferior está adosada a la bulla timpánica; el foramen incisivo es muy desarrollado, llenando más de la mitad del diastema; foramen mentoniano pequeño; ubicación de la inserción del tendón del masetero por debajo del m1 y ausencia de cresta sagital.

## Distribución y hábitat
Los representantes vivientes de esta subfamilia se distribuyen en zonas escasamente vegetadas, áridas, semiáridas o con roqueríos, en quebradas, paredones rocosos, sierras y montañas en el oeste de Sudamérica, desde la cordillera de los Andes de Ecuador, gran parte del Perú, el oeste de Bolivia, Chile y el oeste de la Argentina, llegando por el sur a la parte austral de la Patagonia.
Todos sus integrantes se destacan por sus habilidades para saltar y trepar.
Subdivisión

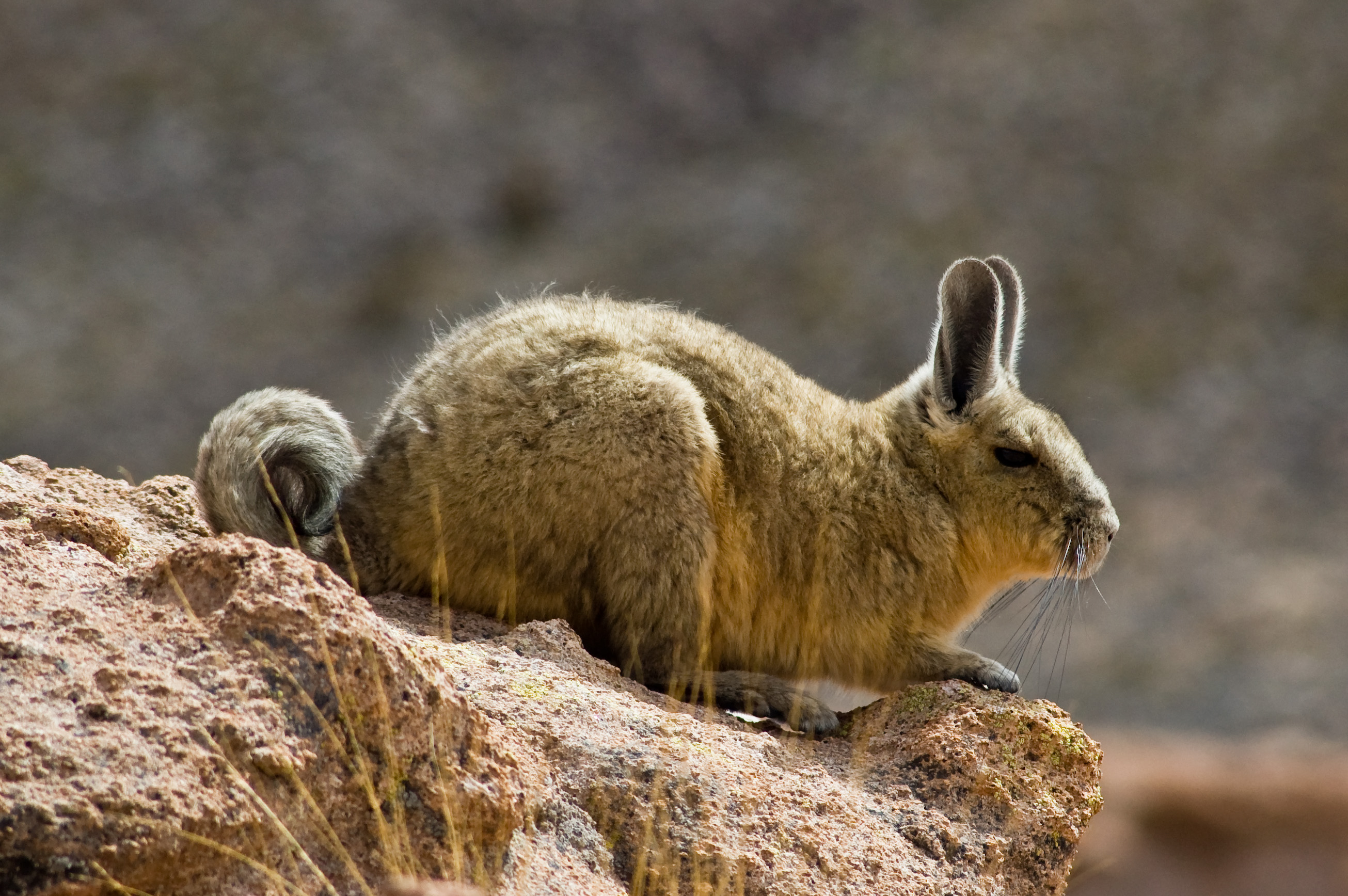
Una vizcacha serrana (Lagidium viscacia) en el desierto de Sur Lípez, Bolivia.

Esta subfamilia se compone de 2 géneros:
- Chinchilla Bennett, 1829[4] - las chinchillas
- Lagidium Meyen, 1833[5] - las vizcachas de la sierra o chinchillones.